# Bad Reputation (альбом Кид Рока)
Bad Reputation (рус. Плохая репутация) — двенадцатый студийный альбом американского рэпера Кид Рока. Он был выпущен в формате цифровой дистрибуции 21 марта 2022 года и на физическом компакт-диске 6 апреля 2022 года на лейбле Top Dog Records. С альбома выпущено пять синглов: «Don’t Tell Me How to Live» с участием Monster Truck, «Ala-Fuckin-Bama», «We The People», «The Last Dance» и «Rockin’», и было выпущено только 3 видеоклипа. Это был первый альбом после Early Mornin' Stoned Pimp (1996), выпущенный на лейбле Top Dog Records.

## Предыстория
Альбом был впервые анонсирован в конце 2019 года и первоначально планировался к выпуску в 2021 году. 17 января 2021 года Кид Рок провёл прямую трансляцию в честь своего дня рождения и первоначально объявил название своего альбома Kid Motherfuckin' Rock и анонсировал в общей сложности 50 песен, включая 10 хип-хоп песен, 10 рок-песен, 10 песен в стиле кантри и 20 ранее не издававшихся песен. Название альбома было объявлено в январе 2022 года во время концерта в Billy Bob's в Форт-Уэрте (Техас).

## Коммерческое исполнение
После выпуска Bad Reputation не попал в чарт Billboard 200, прервав серию из 10 лучших дебютов в чарте, начиная с Cocky в 2001 году. Тем не менее, альбом дебютировал в чартах Billboard Independent Albums под номером 31, Top Rock Albums под номером 39, Top Current Album Sales под номером 9 и Top Album Sales под номером 15. За две недели после его выхода альбом был продан тиражом 25 000 копий.
Альбом, наконец, дебютировал на 124-м месте в чарте Billboard 200 23 апреля 2022 года.

## Турне
6 апреля 2022 года Кид Рок отправился в свой тур Bad Reputation Tour. Ричи объявил, что специально не будет гастролировать из-за ношения масок и вакцинации против COVID-19.

## Список композиций
| №                   | Название                                                | Длительность |
| ------------------- | ------------------------------------------------------- | ------------ |
| 1.                  | «Don't Tell Me How to Live (совместно с Monster Truck)» | 4:04         |
| 2.                  | «We the People»                                         | 4:09         |
| 3.                  | «My Kind of Country»                                    | 3:56         |
| 4.                  | «Bad Reputation»                                        | 4:09         |
| 5.                  | «Never Quit»                                            | 3:20         |
| 6.                  | «Shakedown» (с участием Роберта Джеймса)                | 2:41         |
| 7.                  | «Rockin»                                                | 3:41         |
| 8.                  | «The Last Dance»                                        | 4:01         |
| 9.                  | «See You Again»                                         | 5:50         |
| 10.                 | «Still Somethin'»                                       | 4:08         |
| 11.                 | «She’s Your Baby (Now Rock Her)»                        | 4:15         |
| 12.                 | «Never Enough»                                          | 3:43         |
| 13.                 | «Everything to Me»                                      | 4:27         |
| 14.                 | «Cold Beer»                                             | 4:10         |
| 15.                 | «Ala-Fuckin-Bama»                                       | 3:56         |
| 16.                 | «Am What I Am»                                          | 2:58         |
| 17.                 | «The Nashville I Know»                                  | 3:39         |
| 18.                 | «Fifty»                                                 | 4:23         |
| Общая длительность: | Общая длительность:                                     | 72:00        |